# Ivan Jarkovskij

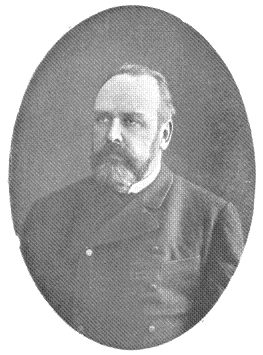
Ivan Jarkovskij

Ivan Osipovitj Jarkovskij (Иван Осипович Ярковский / Iwan Osipowicz Jarkowski), född 1844, död 1902, var en rysk-polsk civilingenjör som löste vetenskapliga problem på sin fritid, främst inom astrofysik. Han arbetade för det ryska järnvägsbolaget och var relativt okänd under sin livstid. Med början under 1970-talet utvecklades hans tidiga arbeten på effekter av termisk strålning på små objekt i solsystemet (exempelvis asteroider) till Jarkovskij-effekten och Jarkovskij-O'Keefe-Radzievskij-Paddack-effekten. Asteroiden 35334 Yarkovsky fick sedermera sitt namn till Jarkovskijs ära. År 1888 skapade han också en mekanisk förklaring till gravitationen.